# Hollenfels
Hollenfels (Luxemburgs: Huelmes) is een dorp in het Groothertogdom Luxemburg, gelegen in de gemeente Helperknapp in het kanton Mersch. Er wonen 238 mensen en het dorp is mede bekend vanwege het kasteel, Burg Hollenfels, dat tegenwoordig dienstdoet als jeugdherberg.
Hollenfels maakte deel uit van de gemeente Tuntange totdat deze op 1 januari 2018 fuseerde met de gemeente Boevange-sur-Attert tot de huidige gemeente Helperknapp.

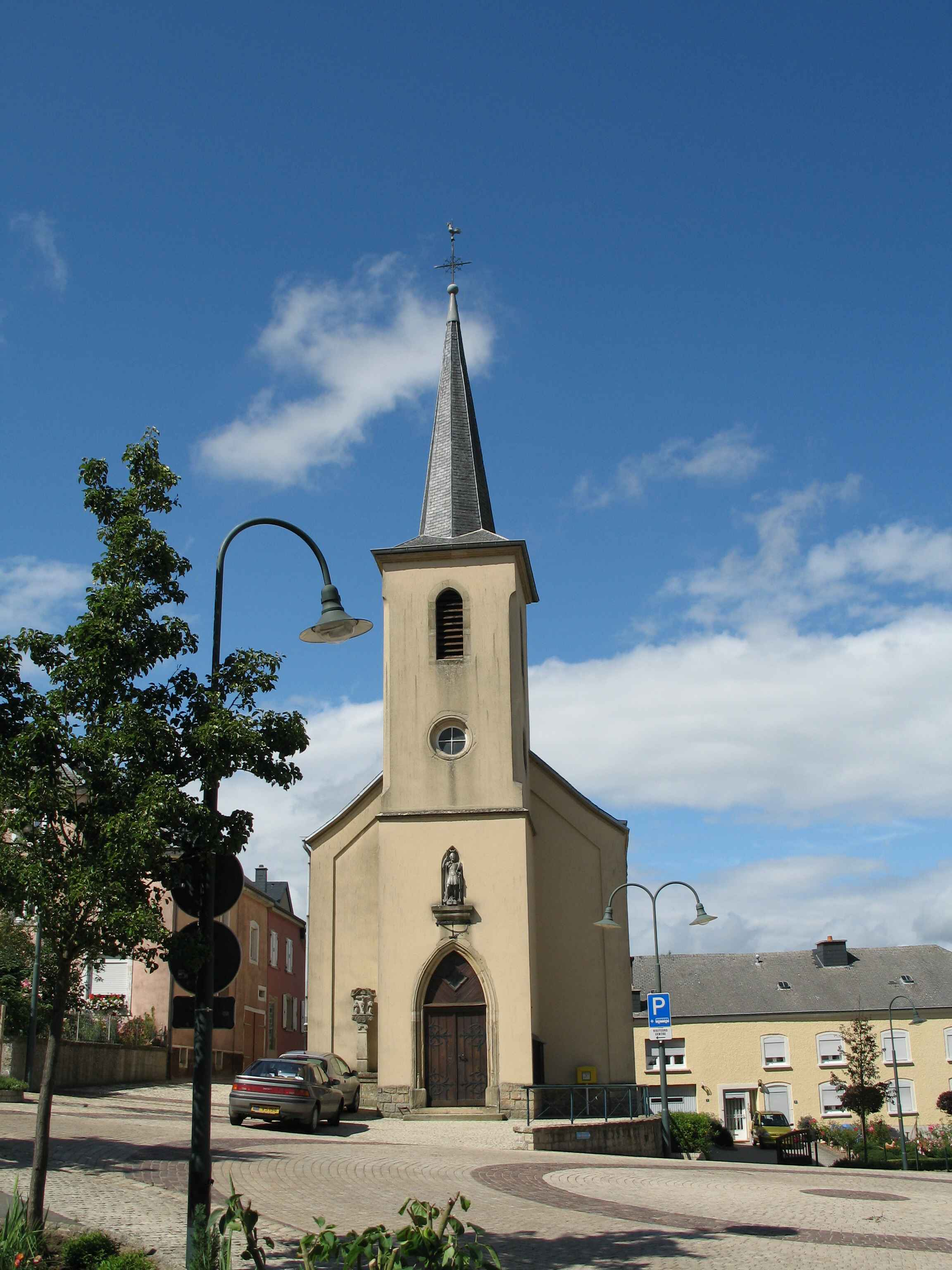
Kerk van Hollenfels
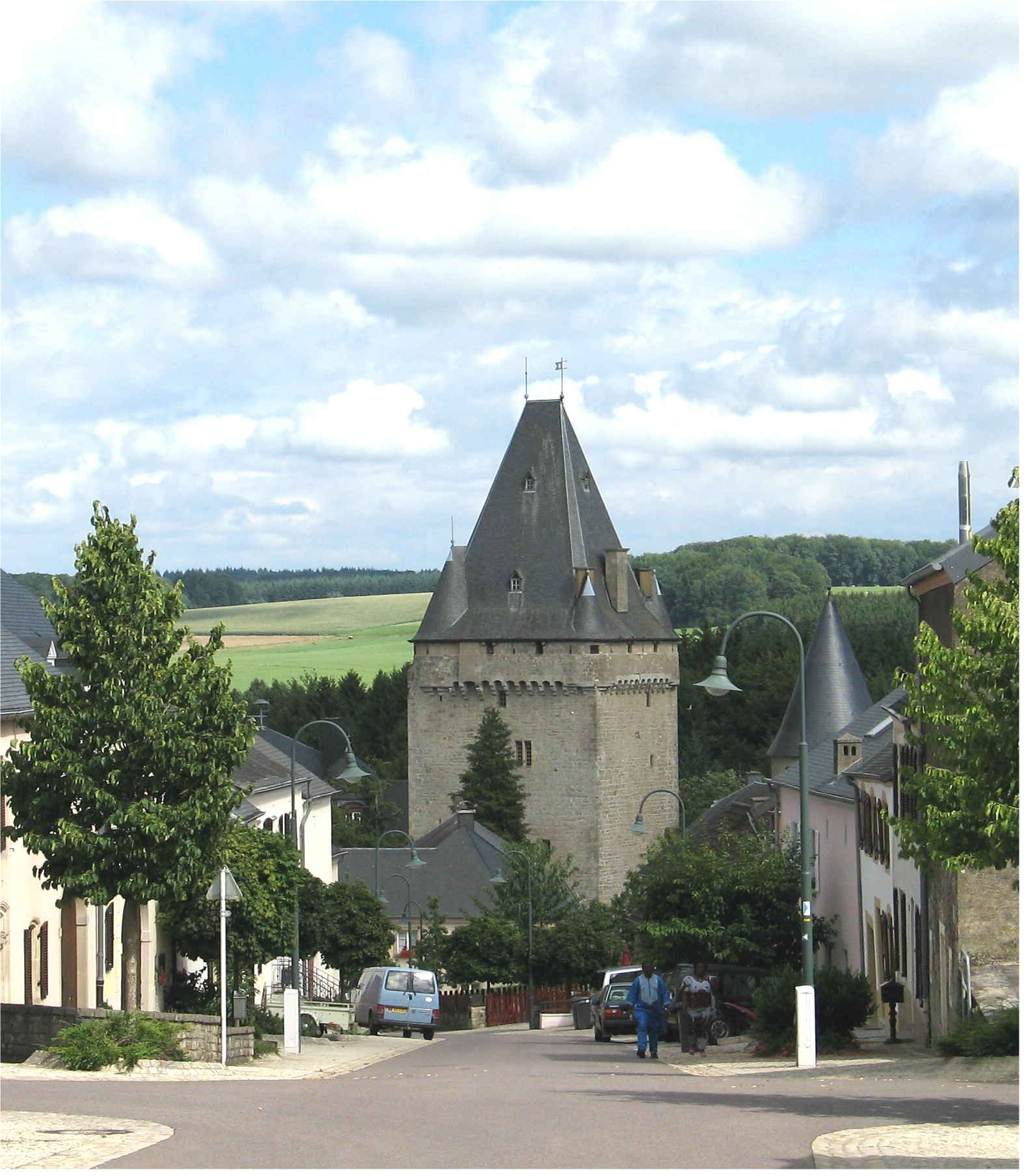
Hollenfels, met uitzicht op het kasteel

Ansembourg · Bill · Boevange-sur-Attert · Bour · Brouch · Buschdorf · Finsterthal · Grevenknapp · Hollenfels · Marienthal · Openhalt · Tuntange

Luxemburgse gemeenten · Kanton Mersch · Luxemburg